# Lenkunya virgata
Lenkunya virgata is een platworm (Platyhelminthes). De worm is tweeslachtig. De soort leeft in of nabij zoet water.
Het geslacht Lenkunya, waarin de platworm wordt geplaatst, wordt tot de familie Geoplanidae gerekend. De wetenschappelijke naam van de soort werd, als Geoplana virgata, voor het eerst geldig gepubliceerd in 1888 door Fletcher & Hamilton.